# Невская застава (музей)
Музей «Невская застава» — музей Невского района Санкт-Петербурга. Основан в 1967 году, с 2013 года является членом Союза музеев России. Экспозиция охватывает исторический период с XVIII по XX века, включает в себя мемориальную комнату рабочего В. А. Шелгунова, бывшего соратником В. И. Ленина. В комнате сохранена обстановка начала XX века, что дает наглядное представление о быте рабочего класса и среде революционеров-подпольщиков. Музей является районным историко-культурным центром и ведет активную работу с местным сообществом.

## История музея
Музей располагается в старинном двухэтажном деревянном доме. В этой постройке, типичной для петербургской окраины конца XIX века, размещались четыре двухкомнатные квартиры, в которых жили рабочие предприятий села Александровского.
В 1894—1895 годах в доме 23 на Ново-Александровской улице жил слесарь Обуховского завода Василий Андреевич Шелгунов. В его комнате проходили нелегальные собрания социал-демократического кружка, которые проводил В. И. Ульянов (Ленин). Деревянный дом сохранился во время блокады Ленинграда и до 1965 года оставался жилым.

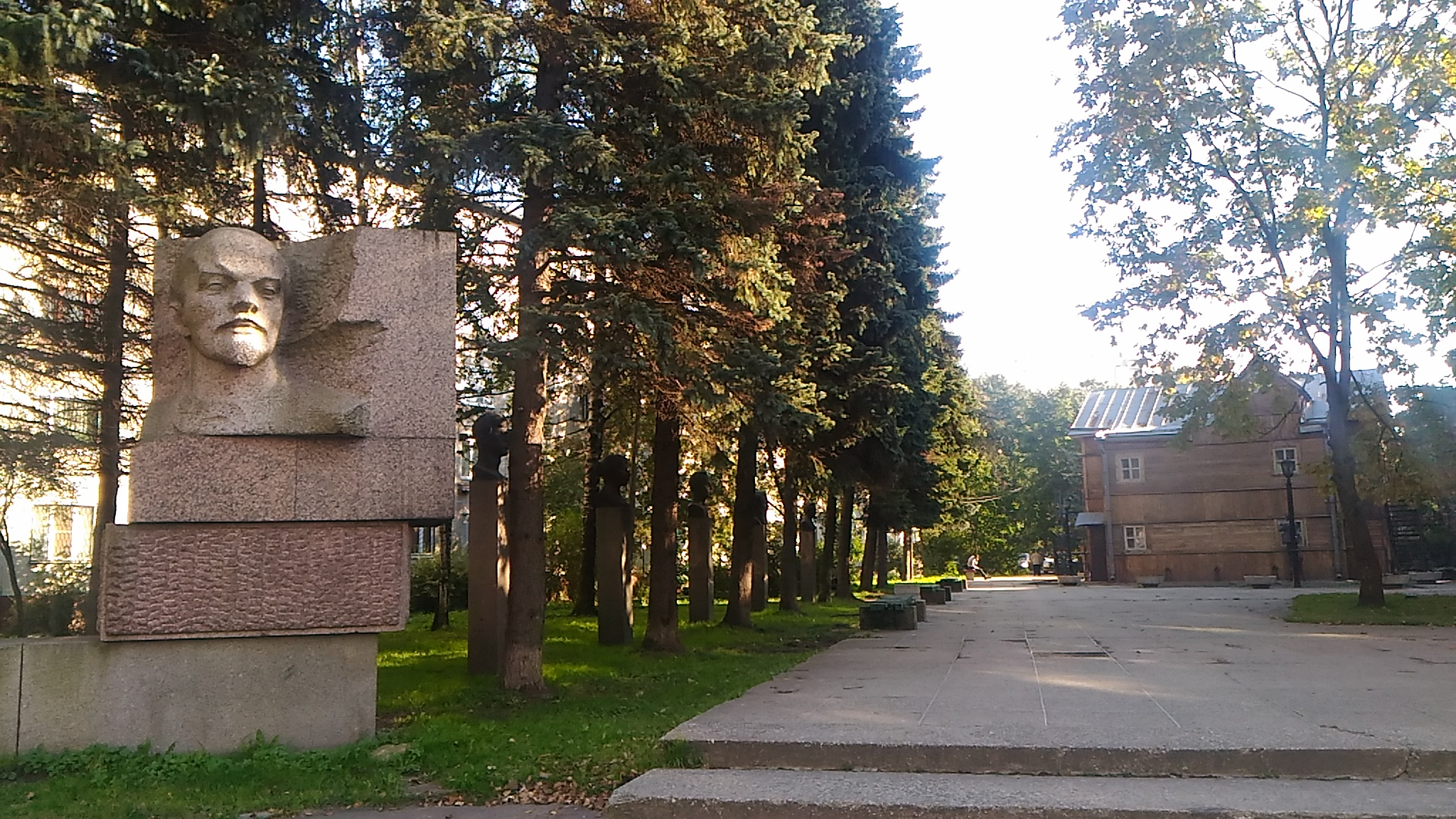

8 августа 1967 года, в день 100-летней годовщины со дня рождения В. А. Шелгунова, здесь открылся Музей революционной истории Невской заставы, которому было присвоено имя революционера. Исторически воссозданная обстановка комнаты В. А. Шелгунова стала единственной в своем роде иллюстрацией домашнего быта квалифицированного рабочего конца XIX столетия. В 1970 году около музея была оформлена мемориальная площадка. Скульптурный ансамбль включает в себя гранитную стелу с горельефным портретом В. И. Ленина (скульптор В. И. Трояновский) и пять памятников членам «Союза борьбы за освобождение рабочего класса», чьими именами названы улицы Невского района.
В 1992 году музей был преобразован в историко-краеведческий и стал называться «Невская застава». Экспозиция музея рассказывает об основных этапах развития Невского района и включает следующие разделы: «По Шлиссельбургскому тракту в XVIII — первой половине XIX веков», «Предместье имперской столицы», «Революционное движение рабочих Невской заставы» (мемориальная комната В. А. Шелгунова), «Невский (Володарский) район в годы Великой Отечественной войны».
В 2017 году начались работы по реконструкции и реставрации здания музея, которые были завершены в 2021 году. В музее также впервые за почти 20-летний период обновили экспозицию.

## Коллекция и фонды
Фонды музея состоят из 9 коллекций и включают в себя более 23 тысяч единиц хранения. Особое внимание уделяется поиску и приобретению уникальных предметов дворянского и крестьянского быта XVIII—XX веков, изделий Императорского фарфорового завода, Императорского стеклянного завода, Императорской карточной фабрики, Императорской Александровской мануфактуры и, других предприятий Невской заставы. Среди других экспонатов — планы территорий, исторические фотоснимки, документальные свидетельства XVIII—XX веков, произведения живописи и скульптуры.

## Деятельность музея
В музее ведется выставочная деятельность (более 20 выставок в год), организовано участие на постоянной основе в крупных городских акциях и фестивалях («Ночь музеев», «Детские дни в Петербурге»). Проводятся мероприятия к праздникам, а также собственные события («Праздник улицы», День рождения музея). 